# Alfredo Rodas
Alfredo Rodas Iñiguez (1 april 1951) is een voormalig voetbalscheidsrechter uit Ecuador, die jarenlang actief was in de Campeonato Ecuatoriano de Fútbol. Hij leidde meerdere duels in de Copa Libertadores in de periode 1986-1996. Hij was verder actief bij de strijd om de Copa América 1993 en Copa América 1995.

## Interlands
| Datum           | Wedstrijd                   | Uitslag | Competitie        | Kreeg geel | Kreeg voor de tweede keer geel en dus rood | Weggestuurd |
| --------------- | --------------------------- | ------- | ----------------- | ---------- | ------------------------------------------ | ----------- |
| 14 juni 1987    | Ecuador – Colombia          | 3 – 0   | Vriendschappelijk | ?          | ?                                          | ?           |
| 29 januari 1989 | Ecuador – Chili             | 1 – 0   | Vriendschappelijk | ?          | ?                                          | ?           |
| 21 juni 1993    | Chili – Brazilië            | 3 – 2   | Copa América      | ?          | ?                                          | ?           |
| 8 augustus 1993 | Peru – Colombia             | 0 – 1   | WK-kwalificatie   | ?          | ?                                          | ?           |
| 6 juli 1995     | Mexico – Paraguay           | 1 – 2   | Copa América      | ?          | ?                                          | ?           |
| 16 juli 1995    | Uruguay – Bolivia           | 2 – 1   | Copa América      | ?          | ?                                          | ?           |
| 20 juli 1995    | Brazilië – Verenigde Staten | 1 – 0   | Copa América      | ?          | ?                                          | ?           |
| 2 juni 1996     | Peru – Colombia             | 1 – 1   | WK-kwalificatie   | ?          | ?                                          | ?           |